# 親鸞聖人正明伝
『親鸞聖人正明伝』（しんらんしょうにんしょうみょうでん）は、浄土真宗の宗祖とされる親鸞の伝記の一つ。全4巻。著者、成立時期については諸説ある。略称は『正明伝』。

## 概要

### 著者と成立時期
本書は題字に続いて「常樂臺 釋 存覺述」と記され、奥書には「文和元年壬辰十月二十八日草之畢 存覺老衲六十三歳」と記されている。しかし江戸中期〜後期の西本願寺系の僧である玄智景耀は、『非正統伝』の中で五天良空による偽作としている。
天明4年（1784年）に著された『非正統伝』は、五天良空が正徳5年（1715年）に著した『親鸞聖人正統伝』を批判した書である。その『非正統伝』の中に『正明伝』について批判した「因評正明伝」という章があり、「餘人ノ作ニシテ、常樂ノ聲譽ヲカリテ世ニ行シメントスルモノカ、或ハ草記ノ類アリシヲ、良空縦ニ増修シテ印布シ、己カ新傳ノ輔翼トスルモノカ」と糾弾し偽作としている。この評により『正明伝』の著者は、親鸞の玄孫である存覚ではなく五天良空（もしくはその一派）とみるのが定説となっている。そのため「伝存覚述『親鸞聖人正明伝』」と表記されることもある。
成立時期についても奥書にある文和元年（1352年）ではなく、『正明伝』が開板したとされる享保18年（1733年）に成立したとみるのが定説である。

### 再評価
歴史学者の松尾剛次、真宗大谷派の佐々木正、浄土宗西山深草派の吉良潤、哲学者の梅原猛らは、親鸞の妻とされる「玉日」に着眼し『正明伝』を再評価している。
その再評価に対して、日本史学者の平雅行は、『正明伝』や『正統伝』の記述がその時の天皇である土御門天皇と太上天皇である後鳥羽上皇とを誤認している点などを挙げ史料としての価値を問題視している。。なお土御門天皇と後鳥羽上皇については、親鸞自身が『顕浄土真実教行証文類』「化身土巻」において「斯以興福寺学徒 奏達 太上天皇諱尊成 今上諱為仁聖暦承元丁卯歳仲春上旬之候」と承元の専修念仏の弾圧（承元の法難）の責任を名指しで明記している。
一方で、松尾は平の一連の批判に対して、親鸞についての史料が少ないからこそ、疑わしい史料でも批判的検討を行って、それを積極的に用いていくべきであるとし、平の方法論は近年の歴史学的成果に逆行するものであるとする。